# أولكاي جتينقايا
أولكاي جتينقايا (بالتركية: Olcay Çetinkaya)‏ هو لاعب كرة قدم تركي في مركز حراسة المرمى، ولد في 28 أكتوبر 1979 في إسطنبول في تركيا. لعب مع إسطنبول سبور وبالق أسير سبور وباندرمة سبور وجبزي سبور ونادي فاتح كاراغومروك ونادي كارديمير كارابوك سبور.

## وصلات خارجية
- أولكاي جتينقايا على موقع اتحاد تركيا (لاعب) (الإنجليزية)
- أولكاي جتينقايا على موقع عالم كرة القدم.نت (الإنجليزية)